# Владимир Свинтила
Владимир Георгиев Николов, Свинтила (1926 – 1998) е български писател, литературен критик, публицист, журналист и преводач.

## Биография
Владимир Свинтила е роден на 29 април 1926 г. в Ихтиман. През 1949, по фалшиво обвинение в шпионаж,  е въдворен в концлагера Богданов дол, след това „Куциян“. Завършва право в СУ „Св. Климент Охридски“ (1952 г.). Работи като редактор във в. „Народна култура“ (1957 – 1959 г.), в издателство „Български художник“ (1960 – 1964 г.), драматург в Театъра на въоръжените сили (1964 – 1969 г.), редактор е във в. „София-нюз“ (1969 – 1971 г.), заместник главен редактор е във в. „Софийска правда“ (1974 – 1977 г.).
Сътрудничи с литературнокритически и публицистични статии, рецензии, есета и студии на български и чужди вестници и списания – „Сенчъри“ и „Таймс в Индия“ (Индия), „Унидад“ (Перу), „Нева“ и „Всесвит“ (СССР), „Ревиста джеографика универсал“ (Бразилия), „Тайди“ (Финландия), „Бюлетин на ЮНЕСКО“ (Париж) и др.
След престоя в в лагерите Свинтила остава с повредено здраве. През юли 1950 г. се жени за Надежда Константинова, негова съученичка от италианската гимназия. През 1959 г. им се ражда дъщеря Райка. Има над 5000 публикации, книги.
Баща му е виден социалдемократ и публицист. Завършил е право в Женева, където се е познавал лично с Ленин.
Умира в София на 13 януари 1998 г.

## Литературна дейност
Пише по проблеми на изобразителното изкуство, театъра, киното, литературата, преводаческото изкуство. Основната част от публицистичното му творчество е посветена на българските национални традиции, на народознанието и народопсихологията.
Превежда стихове, проза и драми от италиански, френски, испански, английски, немски, старогръцки и латински език. Негово дело са преводи на „Сонети“ (1956) на Уилям Шекспир, „Песни и поеми“ (1957) на Робърт Бърнс, драми на Шекспир, Бърнард Шоу, Джон Пристли, Джон Озбърн.

## Творчество
- „Прометей в Кипър“ (1960)
- „Асен Грозев“ (1964)
- „Васил Бараков“ (1965)
- „Андрей Николов“ (1969)
- „Борис Ангелушев“ (1969)
- „Веселин Стайков“ (1970)
- „Васил Захариев“ (1972)
- „От светкавици озарени“ (1975)
- „Владимир Димитров — Майстора“ (1977)
- „Длета и ружи. Разкази за занаятите“ (1977)
- „История на Самоковската иконописна школа“ (1979)
- „Куциян“ (1990, 1994)
- „Лицето на Горгоната“ (1992, 2010)[1]
- „Писма от атинските музеи“ (1996)
- „Захарий Стоянов. Опит за социобиография“ (1996)
- „От Маркс до Христа“ (2002)
- Сценарии на изкуствоведски филми („Изкуството на Сиена“, „Българска народна керамика“, „Златьо Бояджиев в Пиринския край“ и др.), мемоари и др.
- Владимир Свинтила Лекция, изнесена пред тесен кръг симпатизанти Архив на оригинала от 2009-04-13 в Wayback Machine. (мъртъв линк)
- „Етюди по народопсихология на българина“ (2007 – ISBN 978-954-321-292-7)
- „Кладенецът на мълчанието“ (2009)
- „Забравена София“ (2017 – ISBN 978-954-09-1103-8)